# Cámara Nacional de Comercio (Chile)
Cámara Nacional de Comercio Servicios y Turismo de Chile F.G (CNC) es una asociación empresarial autónoma chilena. Actualmente está constituida por 23 Cámaras de Comercio Territoriales desde Arica a Magallanes, 30 Asociaciones especializadas, 12 Cámaras de Comercio Binacionales y 17 Empresas socias.

## Historia
La inquietud de un grupo de comerciantes que buscaba organizar, definir prácticas y coordinar el accionar comercial, funda en Valparaíso, el 18 de agosto de 1858 una asociación gremial que más tarde se conoce como la Cámara Nacional de Comercio. 

## Cámaras Territoriales
- Cámara de Comercio de Arica
- Cámara de Comercio de Iquique
- Cámara de Comercio de Antofagasta
- Cámara de Comercio de Copiapó
- Cámara de Comercio de Ovalle
- Cámara de Comercio de La Serena
- Cámara de Comercio de Valparaíso
- Cámara de Comercio de Viña del Mar
- Cámara de Comercio de Villa Alemana
- Cámara de Comercio de San Felipe
- Cámara de Comercio de Quilpué
- Cámara de Comercio de Quillota
- Cámara de Comercio de San Antonio
- Cámara de Comercio de Santiago
- Cámara de Comercio de Independencia
- Cámara de Comercio de Lo Prado
- Cámara de Comercio de Maipú
- Cámara de Comercio de Ñuñoa
- Cámara de Comercio de San Bernardo
- Cámara de Comercio de Melipilla
- Cámara de Comercio de Rancagua
- Cámara de Comercio de San Fernando
- Cámara de Comercio de Santa Cruz
- Cámara de Comercio de Pichilemu
- Cámara de Comercio de Curicó
- Cámara de Comercio de Molina
- Cámara de Comercio de Talca
- Cámara de Comercio de Linares
- Cámara de Comercio de San Carlos
- Cámara de Comercio de Chillán
- Cámara de Comercio de Concepción
- Cámara de Comercio de Tomé
- Cámara de Comercio de Penco
- Cámara de Comercio de Talcahuano
- Cámara de Comercio de Los Ángeles
- Cámara de Comercio de Angol
- Cámara de Comercio de Temuco
- Cámara de Comercio de Villarrica
- Cámara de Comercio de Valdivia
- Cámara de Comercio de Osorno
- Cámara de Comercio de Puerto Varas
- Cámara de Comercio de Puerto Montt
- Cámara de Comercio de Coihaique
- Cámara de Comercio de Puerto Natales
- Cámara de Comercio de Punta Arenas

## Cámaras Binacionales
- Cámara de Comercio de Argentina en Chile
- Cámara de Comercio de Brasil en Chile
- Cámara de Comercio de China en Chile
- Cámara de Comercio de Colombia en Chile
- Cámara de Comercio de España en Chile
- Cámara de Comercio de Estados Unidos en Chile
- Cámara de Comercio de México en Chile
- Cámara de Comercio de Perú en Chile
- Cámara de Comercio de Uruguay en Chile